# Erik Lundquist
Erik Lundquist (n. 29 aprilie 1896, Stockholm, Suedia-Norvegia – d. 20 august 1961, Stockholm, Suedia) a fost un trăgător de tir ce a reprezentat Suedia, medaliat olimpic. A participat la 2 ediții ale Jocurilor Olimpice (1920, 1924) în care a câștigat o medalie de bronz.